# Népi Alternatíva
A Népi Alternatíva (olaszul: Alternativa Popolare) (régi nevén: Új Jobbközép, olaszul: Nuovo Centrodestra), (rövidítése: AP) egy olaszországi politikai párt, amit Angelino Alfano vezet. A párt tagjai a Silvio Berlusconi vezette egykori Szabadság Népe párt tagjaiból került. A párt 2013 novemberében szűnt meg, viszont Angelino Alfano követői nem akarták újraalapítani a Forza Italia pártot, hanem Enrico Letta kormányát támogatták. A párt 2014-2016 között Matteo Renzi kormányát támogatja, maga Angelino Alfano, a párt elnöke egyben belügyminiszteri posztot is kapott. 2016. december 12-e óta Paolo Gentiloni kormányának külügyi és nemzetközi együttműködésekért felelős minisztere. A párt képviselői 2017. március 18-án megváltoztatták a párt nevét; az új név Népi Alternatíva (olaszul Alternativa Popolare).

## Története

### Szakítás a Szabadság Népével
2013. november 15-én A Szabadság Népe Angelino Alfanóhoz közel álló tagjai és a Letta-kormány kereszténydemokrata irányvonalához tartozó politikusai úgy döntöttek, hogy nem vesznek részt a párt nemzeti tanácsának következő napi ülésén, ahol hivatalosan is bejelentették a párt megszűnését. Így ezek a képviselők együtt frakción kívüliek csoportjába kerültek a parlamentben, köztük 30 szenátor és 29 képviselő volt, akik úgy döntöttek nem csatlakoznak Silvio Berlusconi régi-új pártjához a Forza Italiához és támogatják továbbra is a Letta-kormányt.
Ezzel egyidőben a Szabadság Népe európai parlamenti képviselőcsoportjából 7-en az Európai Néppárt olasz képviseltének független csoportjához csatlakoztak, emellett Calabria tartományi elnöke. Giuseppe Scopelliti ; 16 tartományi végrehajtó bizottsági tag és 88 tartományi tanácsos is csatlakozott az új csoporthoz.

### Belépés a Demokrata Párti nagykoalícióba
A párt első gyűlését 2013. november 22-én tartották Cataniában, Giuseppe Castiglione földművelési államtitkárnak, és november 24-én Renato Schifaninak, a szenátus egykori elnökének vezetésével. 
2013. december 7-én Angelino Alfano hivatalosan is bemutatta a pártot Rómában.
2014. február 15-én a római Fiera di Roma melletti Park Hotel Marriott-ban tartott gyűlést, amin részt vettek a helyi önkormányzatok azon képviselői, akik a Szabadság Népéből átléptek a pártba. A gyűlésen Alfano egyértelműen kijelentette, hogy eltávolodott a Silvio Berlusconi Forza Italia pártjától és nem kíván velük együttműködni. Alfano úgy fogalmazott, hogy "Berlusconit teljesen hasznavehetetlen idióták veszik körül". 
Ahogy Enrico Lettat támogatták, úgy Alfano döntött, hogy a párt Matteo Renzi kormányát akarja támogatni.

## Részvételük a Renzi-kormányban
A párt 3 miniszteri, 2 miniszter-helyettesi és 7 államtitkári posztot kapott a kormánytól:
- Angelino Alfano belügyminiszter.
- Beatrice Lorenzin egészségügyminiszter.
- Maurizio Lupi infrastruktúrális és közlekedési miniszter – 2015.március 20.-ig volt hivatalban.
- Luigi Casero gazdasági miniszter helyettese.
- Enrico Costa igazságügy miniszter-helyettes.
- Gioacchino Alfano honvédelmi államtitkár.
- Massimo Cassano munkaügyi államtitkár.
- Giuseppe Castiglion földművelési, élelmezési és erdészeti államtitkár.
- Barbara Degani környezetvédelmi államtitkár.
- Antonio Gentile infrastrukturális ügyekért felelős államtitkár – 2014. március 3.-ig.
- Gabriele Toccafondi oktatási államtitkár.
- Simona Vicari gazdaságfejlesztési államtitkár.